# Абдулкахар
Абу Нашар Абдулкахар (індонез. Abu Nashar Abdul Qahar), відомий також як султан Хаджі (індонез. Sultan Haji, помер в 1687) — 8-й султан Бантена у 1682—1687 роках. Виконуючи задум свого батька султана Абдулфатаха Агунга, намагався укласти союз з Османською імперією для чого здійснив паломництво (хадж) в Мекку, завдяки якому відомий також як «принц Хаджі».
Після повернення з Мекки в 1676 році розпочав династичну боротьбу проти свого батька, в якій звернувся по допомогу до Голландської Ост-Індійської компанії за що надав їй ряд привілеїв за договором 1684 року — надав монополію на торгівлю в султанаті, поступився рядом територій, віддав суверенітет над князівством Черібон. Фактично цей договір поклав край незалежності Султаната Бантен.